# Felipe Luis de Schleswig-Holstein-Sonderburg-Wiesenburg
Felipe Luis de Schleswig-Holstein-Sonderburg-Wiesenburg (27 de octubre de 1620, Beck - 10 de marzo de 1689, Schneeberg) fue el fundador y primer duque de la línea de Schleswig-Holstein-Sonderburg-Wiesenburg. Esta rama de la Casa de Schleswig-Holstein-Sonderburg recibió su nombre por el Castillo de Wiesenburg, en las cercanías de Zwickau.

## Biografía
Felipe Luis era el hijo menor del duque Alejandro de Sonderburgo (1573-1627) de su matrimonio con Dorotea (1579-1639), hija del conde Juan Gunter I de Schwarzburgo-Sondershausen.
Felipe Luis pasó su juventud en varias cortes en Hesse. En 1663 adquirió el distrito de Wiesenburg, con el Castillo de Wiesenburg y la ciudad de Kirchberg y 20 aldeas al Elector Juan Jorge II de Sajonia, con quien tenía muy buena relación. El Castillo de Wiesenburg se convirtió en su sede familiar y dio su nombre a su línea familiar.
En 1668, eligió a Johann Winckler para educar a sus hijos en el Castillo de Wiesenburg. Invirtió en la industria minera en Schneeberg y Neustädtel. Inicialmente, pareció ser fallido, pero en la década de 1670 produjo grandes beneficios y se convirtió en un rico empresario minero. Hizo reformar completamente su castillo. 
En 1670 compró el Castillo de Schomberg en Turingia. 
Hasta 1672, Felipe Luis fue un teniente mariscal de campo imperial en el regimiento de Coraceros. Con su castillo totalmente reformado en 1675, vendió Wiesenburg (tanto el Castillo como el distrito) por 100.000 táleros a su hijo mayor, Federico (1651-1724). En 1686, adquirió Oberkotzau. Vivió hasta su muerte el 10 de marzo de 1689 con su viejo amigo Veit Hans Schnorr von Carolsfeld en Schneeberg.

## Matrimonio e hijos
Su primer matrimonio se produjo el 15 de noviembre de 1643 en Lemgo con Catalina (1612-1649), hija del conde Cristián de Waldeck-Wildungen, y viuda del conde Simón Luis de Lippe. Este matrimonio produjo dos hijos:
- Niño de nombre desconocido (1645-1645)
- Dorotea Isabel (1645-1725)

desposó en primeras nupcias en 1661 al Conde Georg Ludwig von Sinzendorf (1616-1681).
desposó en segundas nupcias en 1682 al Conde Ludwig de Rabutin (1641-1716).
Contrajo matrimonio con su segunda esposa, Ana Margarita (1629-1686), hija del conde Federico I de Hesse-Homburg, el 5 de mayo de 1650 en Bad Homburg. Con ella tuvo los siguientes hijos:
- Duque Federico (1651-1724) desposó en 1672 (divorciado en 1680) a la Princesa Carolina de Legnica-Brieg (1652-1707). Tuvieron 1 hijo: Leopoldo (1674-1744)
- Jorge Guillermo (1652-1652)
- Sofía Isabel (1653-1684)

desposó en 1676 al duque Mauricio de Sajonia-Zeitz (1619-1681).
- Carlos Luis (1654-1690) casado con la condesa Dorotea
- Leonor Margarita (1655-1702)

desposó en 1674 al Príncipe Maximiliano II de Liechtenstein (1641-1709).
- Cristina Amalia (1656-1666)
- Ana Guillermina (1657-1657)
- Juan Jorge (1658-1658)
- Leopoldo Jorge (1660-1660)
- Guillermo Cristián (1661-1711)
- Federica Luisa (1662-1663)
- Sofía Magdalena (1664-1720)
- Ana Federica Filipina (1665-1748)

desposó en 1702 al Duque Federico Enrique de Sajonia-Zeitz-Pegau-Neustadt (1668-1713).
- Niño de nombre desconocido (1666-1666)
- Juana Magdalena Luisa (1668-1732)

Contrajo matrimonio por tercera vez en Greiz el 28 de julio de 1688 con Cristina Magdalena (1652-1697), hija del conde Enrique I de Reuss-Obergreiz. Este matrimonio no tuvo hijos.